# Henri Cazin
Pour les articles homonymes, voir Cazin.
Pierre Joseph Henri Cazin, né le 17 octobre 1836 à Samer et mort le 6 mai 1891  à Berck (Pas-de-Calais) est un chirurgien et auteur français (Marcel 1891). Il a contribué au développement des hôpitaux berckois, aux côtés de son beau-père, le Docteur Paul Perrochaud.
Il est le fils de François-Joseph Cazin et le frère de Jean-Charles Cazin.

## Biographie

### Vie familiale
Henri Cazin est né le 17 octobre 1836 au lieu-dit Letoquoi sur le territoire de la commune de Samer de l'union de François-Joseph Cazin (1788-1864) et d'Anne Marie Appel.
Le 7 septembre 1864, il épouse à Montreuil Clémence Marie Pauline Amélie Perrochaud. Celle-ci était née à Montreuil le 23 mai 1847, de l'union de Paul Henri Antoine Perrochaud, né à Ambleteuse le 13 juin 1816, et de Clémence Adèle Caroline Mathorez, née à Calais le 11 avril 1829, leur mariage avait été célébré à Boulogne-sur-Mer le 11 décembre 1844.
De l'union d'Henri et de Clémence naissent quatre enfants : Joseph, qui devient médecin comme son père et son grand-père, Jeanne, Marcelle et Georgette.

### Études
Il commence ses études de médecine en 1856 à Lille, brillamment puisqu'il en est le lauréat à trois reprises (premier prix en 1856, 1857 et 1858) et qu'il remporte le concours de prosectorat en 1858 (Cazin 1862) . En 1860, il fait son internat à Paris, à l'hôpital Sainte-Eugénie où il se spécialise dans la pédiatrie. Il présente sa thèse deux ans plus tard (Cazin 1862).

### Carrière médicale
Sa thèse obtenue, Henri Cazin reprend la patientèle de son père à Boulogne-sur-Mer.
Le 7 juin 1872, il est nommé médecin adjoint à l'hôpital maritime de Berck puis en prend la direction au décès de son prédécesseur, le Docteur Perrochaud, son beau-père en 1879.

### Distinctions et honneurs

#### Prix médicaux
En 1862 (Cazin 1862), sa thèse est couronnée par la faculté de médecine de Paris et reçoit le prix Duval avec la mention honorable de la Société de chirurgie de Paris.
L'Académie nationale de médecine lui remet une première fois le prix Capuron en 1879 pour son  étude Des varices pendant la grossesse et l'accouchement (Cazin 1881). Il le reçoit une seconde fois en 1885, pour sa réponse au concours De l'influence des bains de mer sur la scrofule des enfants (Cazin 1885), ouvrage également couronné en 1886 avec la mention honorable par le prix Montyon de statistique de l'Institut de France (Gauja 1917).
En 1887, son mémoire Des rapports du rachitisme avec la syphilis (Cazin et Iscovesco 1887) coécrit avec le Docteur Iscovesco reçoit le prix de l'hygiène de l'enfance attribué par la même Académie.
Le 24 novembre 1885, l'Académie de médecine le nomme correspondant national dans la division chirurgie.

#### Légion d'honneur
Le 8 juin 1872, son beau-père lui remet les insignes de Chevalier de la Légion d'honneur, attribuée par le ministre de la guerre.

## Œuvres

### En phytothérapie

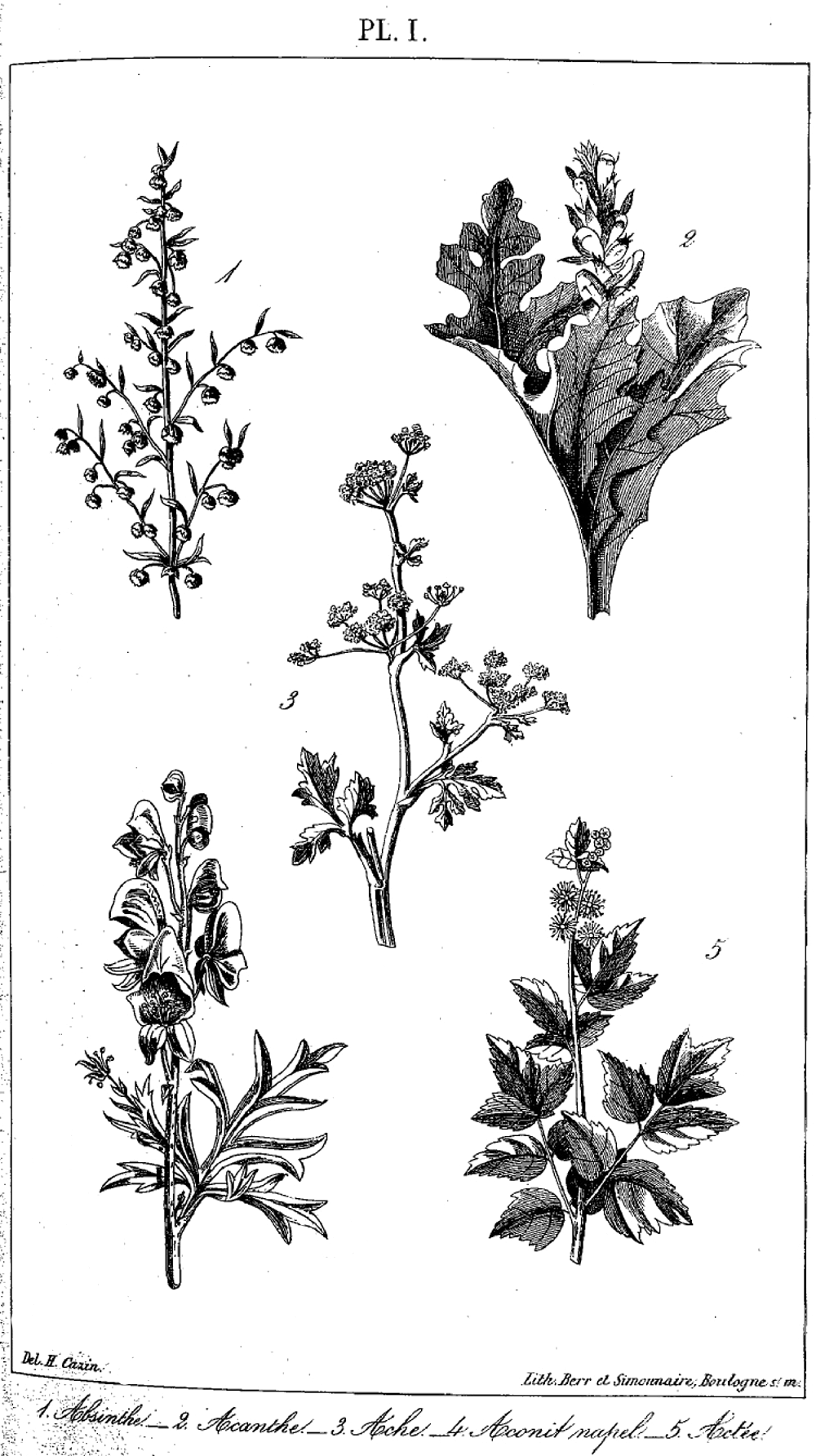
Planche I du Traité de 1868

Le Traité des plantes médicinales écrit par son père étant un succès commercial, Henri veille aux éditions posthumes en les révisant et en les augmentant. Il est également l'auteur d'une monographie sur la parisette.
- François-Joseph Cazin et Henri Cazin, Traité pratique et raisonné des plantes médicinales indigènes : avec un atlas de 200 planches lithographiées, Paris, P. Asselin, 1868, 3e éd., XXVIII-1189-XL, In-8° (lire en ligne)
- François-Joseph Cazin et Henri Cazin, Traité pratique et raisonné des plantes médicinales indigènes : avec un atlas de 200 planches lithographiées, Paris, P. Asselin, 1876, 4e éd., XXX-1254 p., In-8° (lire en ligne)
- François-Joseph Cazin et Henri Cazin, Traité pratique et raisonné des plantes médicinales indigènes : avec un atlas de 200 planches lithographiées, Paris, Asselin & Houzeau, 1886, 5e éd., XXX-1294 p., In-8° (présentation en ligne)

### En médecine et chirurgie
- Henry Cazin, Étude anatomique et pathologique sur les diverticules de l'intestin, Paris, P. Asselin, 1862, 111 p. (lire en ligne)
- Wilhelm Netzel (trad. Henri Cazin), Opération césarienne rendue nécessaire par un myome incarcéré dans le petit bassin, Paris, V. Adrien Delahaye et Ce, 1876, 24 p., In-8° (lire en ligne)
- Henry Cazin, Des Varices pendant la grossesse et l'accouchement, Paris, A. Delahaye et E. Lecrosnier, 1881, 151 p. (lire en ligne)
- Henri Cazin et Iscovesco, Des rapports du rachitisme avec la syphilis, Paris, Asselin & Houzeau, 1887, 5e éd., 83 p., In-8° (présentation en ligne)

### Sur les soins hélio-marins
- Henry Cazin, De l'influence des bains de mer sur la scrofule des enfants, Paris, Asselin et Houzeau, 1885, 587 p. (présentation en ligne)

### Écrits sur le patrimoine boulonnais
- Rapport sur les opérations de la quatrième section du jury de l'exposition internationale de pêche de Boulogne-sur-Mer. Vêtements de marin; conserves alimentaires ; produits industriels des pêches destinés à l'économie domestique, à l'agriculture (engrais marins), aux arts, à la médecine (huiles de"poisson), à l'industrie ; collections d'histoire naturelle, etc. Deux planches avec vin figures; 92 pages. 1867.
- Description d'un monstre double sycéphalien, intermédiaire aux genres synote et iniope.

## Pour approfondir